# Palais Bustros

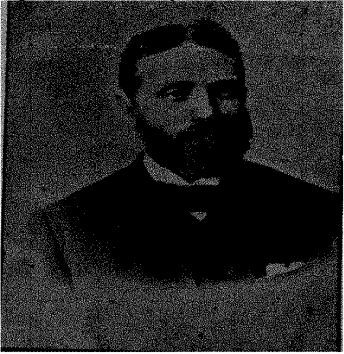
Sélim de Boustros, en 1922

Le palais Bustros ou Boustros est un palais de Beyrouth, capitale du Liban, dans le quartier d'Achrafieh. Il est sis rue Sursock et abrite désormais le ministère des Affaires étrangères libanais. C'était à l'origine l'une des résidences de la famille Bustros et c'est aujourd'hui un monument protégé.
Le palais Bustros a été endommagé par les explosions du port en août 2020. Il a été brièvement occupé par les manifestants par la suite. 